# Совет по вопросам безопасности Нидерландов

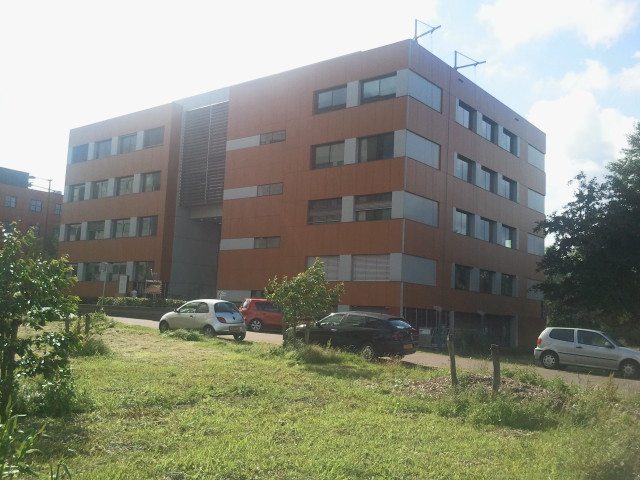
Штаб-квартира Совета по вопросам безопасности в Гааге

Совет по вопросам безопасности (нидерл. Onderzoeksraad voor Veiligheid, сокращённо OVV) — административный орган Нидерландов по расследованию причин и последствий аварий, катастроф, стихийных бедствий и иных инцидентов в области промышленности, строительства, транспорта, обороны, здравоохранения, природной среды и т.п. Создан в 2005 году. Штаб-квартира базируется в Гааге, Нидерланды.

## История
До 1999 года расследование происшествий и инцидентов на транспорте в Нидерландах осуществляли различные ведомства, такие как Морской суд Нидерландов[уточнить] (с 1909 года), Комитет по внутреннему судоходству[уточнить] (1931), Совет по гражданской авиации[уточнить] (1937), Совет по железнодорожным авариям[уточнить] (1956). Несмотря на то, что эти органы давали окончательные оценки происшествий, зачастую фактические расследования производили различные инспекции Министерства транспорта, общественных работ и водного хозяйства.
В 1999 году эти функции были объединены во вновь созданном Совете по безопасности на транспорте.
В дальнейшем возникали предложения о расширении полномочий ведомства и на иные сферы деятельности. После серьёзных инцидентов 2000 года, таких как взрыв складов пиротехники в Энсхеде и новогоднего пожара в кафе в Волендаме, правительство предложило подготовить закон о создании Совета по вопросам безопасности, который мог бы производить расследования причин катастроф, аварий, инцидентов в различных секторах транспорта и в области обороны, промышленности и торговли, здравоохранения, природы и окружающей среды, управления кризисными ситуациями и оказанию помощи по устранению их последствий.
Нидерландский Совет по вопросам безопасности был создан 1 февраля 2005 года.

## Структура
Совет действует как независимая организация. Его деятельность регулируется Законом о Совете по безопасности, вступившем в силу 1 февраля 2005 года.
Совет включает в себя около 70 сотрудников. С 1 февраля 2011 года Совет по безопасности возглавляет Tjibbe Joustra.
В состав входят три постоянных члена совета. При необходимости, для работы по конкретным направлениям в состав совета могут быть привлечены чрезвычайные члены.
Бюро осуществляют исполнительные функции по соответствующим секторам расследований:
- Авиация
- Морские перевозки
- Внутреннее судоходство
- Железнодорожные перевозки
- Дорожное движение
- Оборона
- Здравоохранение
- Трубопроводный транспорт, промышленность и сети
- Строительство и услуги
- Водное хозяйство
- Антикризисное управление и усилия по оказанию помощи.

Совет имеет возможность привлекать в случае необходимости специалистов из промышленности или исследовательских учреждений по конкретным областям знаний.

## Участие в расследовании катастрофы рейса MH17
Поскольку большинство пассажиров погибшего рейса были гражданами Нидерландов, Совет по вопросам безопасности по предложению Национального бюро Украины по расследованию авиационных происшествий и инцидентов с гражданскими воздушными судами возглавил работу международной комиссии по расследованию авиационной катастрофы в соответствии с Приложением 13  Конвенции о международной гражданской авиации. 9 сентября 2014 года был опубликован предварительный доклад о расследовании. Далее расследование продолжилось. 13 октября 2015 года Совет по безопасности опубликовал окончательный доклад о расследовании катастрофы.